# Tainted Love (Marilyn Manson)
Tainted Love este o melodie produsă și lansată de Marilyn Manson în 2001, care face parte din albumul Not Another Teen Movie soundtrack. Este mai târziu inclusă pe albumul The Golden Age of Grotesque ca melodie bonus.Lansată în Marea Britanie pe data de mai 2002, este cel mai bun hit a lui Manson în această țară, ajungând pe poziția 5 în „UK Top 75 charts”.
În videoclip, Manson își aduce câțiva prieteni gotici la o petrecere liceală.Videoclipul deține câteva șcene din  filmul Not Another Teen Movie.În video apare și Joey Jordison, toboșarul formației Slipknot.

## Melodiile
CD 1
- Tainted Love
- I Melt with You (Mest)
- Suicide Is Painless
- Bizarre Love Triangle (Stabbing Westward)

CD 2
- Tainted Love
- Suicide Is Painless
- Please, Please, Please Let Me Get What I Want (Muse)